# Shahriyar Mandanipour

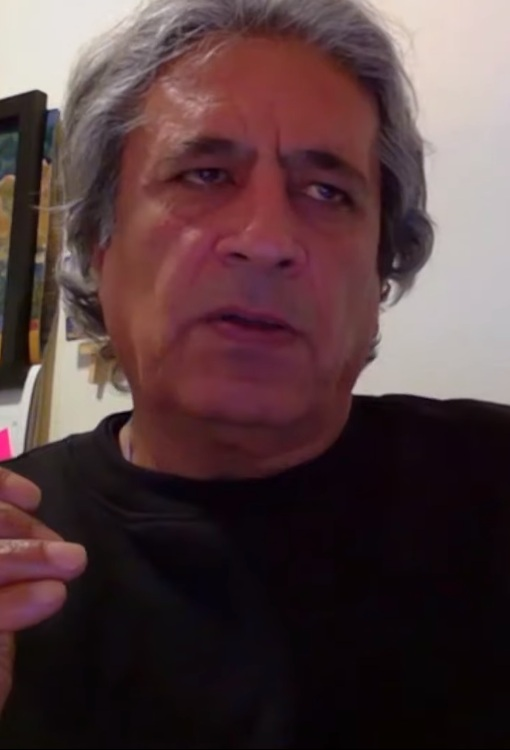
Shahriyar Mandanipour en 2021.

Shahriyar (a veces transcrito Shahriar o Shakhriyar) Mandanipour (شهریار مندنی‌پور en farsi; Shiraz, 15 de febrero de 1957) es un escritor iraní contemporáneo, perteneciente a la literatura persa moderna.

## Biografía
Creció en Shiraz, su ciudad natal y capital de la provincia de Fars, hasta que en 1975 se trasladó a Teherán para estudiar Ciencias Políticas en la universidad de la capital iraní, de la que se graduó en 1980. 
Al año siguiente, Mandanipour se alistó en el ejército y, para experimentar lo que una guerra y poder escribir sobre ella, se inscribió como voluntario para ir al frente durante el conflicto con Irak; allí estuvo 18 meses como oficial.
Terminado su servicio militar, Mandanipour regresó a Shiraz donde trabajó como director Centro de Investigaciones Hafez y de la Biblioteca Nacional de Fars.
Aunque había comenzado a escribir en su adolescencia, a los 14 años, publicó su primer cuento, Las sombras de la cueva, solo en 1985, en la revista Majaleh Mofeed gracias a la ayuda que le brindó el escritor Houshang Golshiri. Cuatro años más tarde saldría con el mismo título su primer volumen de relatos, al que siguió en 1992 un segundo: El octavo día del mundo.
Luego, aunque continuó escribiendo, no pudo volver a publicar hasta que el presidente reformista Mohammad Khatami fue elegido en 1997 (salieron otros libros de cuentos suyos y su primera novela). Con anterioridad, había fundado con sus amigos en Shiraz la revista literaria Sarv, que fue prohibida inmediatamente después de la salida del primer número. A partir 1998 dirigió la revista mensual de artes y literatura Asr-e Pandjshanbeh (Jueves Vespertino).
Con su segunda novela, vuelve a ser prohibido en su país. Al respecto, Mandanipour dice: "Es triste escribir un libro en tu idioma, dirigido a unos lectores que hablan tu misma lengua y saber que ellos no podrán leer Una historia iraní de amor y censura. Es un precio demasiado alto por hacer lo que quieres".
En Estados Unidos, adonde emigró en 2006, ha sido escritor residente primero en la Universidad Brown, después Harvard y ahora en Boston College. Está casado y tiene dos hijos: Baaraan (1983) y Daniel (1993).

## Premios
- Premio Mehregan 2004 por la mejor novela iraní infantil
- Premio Golden Tablet 1998 por la mejor obra de ficción de los últimos 20 años en Irán
- Premio a la Mejor Crítica de Cine en el Festival de la Prensa de Teherán 1994

## Narrativa
- Las sombras de la cueva, relatos, 1989
- El octavo día del mundo, relatos, 1992
- Mamá y miel, relatos, 1996
- Luna de mediodía, relatos, 1997
- La valentía del amor, novela, 1998
- El Oriente violento, relatos, 1999
- Azul ultramarino, relatos, 2003
- Los fantasmas de Sherezada, ensayos, 2004
- Una historia iraní de amor y censura, novela, 2009; publicado la año siguiente en España por Lumen con traducción del inglés de Ignacio Gómez Calvo